# 郑氏沙鼠
郑氏沙鼠（学名：Meriones chengi）为鼠科沙鼠属的动物。在中国大陆，分布于新疆（大河沿以东、博格多山东坡）等地，一般生活于栖息在海拔1500-1700米高的砾质荒漠及砾石荒漠中。该物种的模式产地在新疆吐鲁番。